# Kaga-Bandoro
Kaga-Bandoro oder Bandoro ist eine Marktstadt im Norden der Zentralafrikanischen Republik. Die Stadt hat 55.047 Einwohner (Stand 2022) und ist Hauptstadt der Präfektur Nana-Gribizi sowie der nicht anerkannten Republik Dar El Kuti. Am südwestlichen Stadtrand liegt der Flugplatz Kaga-Bandoro. Die Stadt hieß während der Kolonialzeit Fort-Crampel und anschließend bis 1974 Crampel.